# André Mary
André Mary (20 novembre 1879 à Châtillon-sur-Seine - 13 janvier 1962 à Paris 14e) est un poète français.

## Biographie
Il débute en poésie comme disciple de Jean Moréas et de l'école "romane" dont le théoricien fut Charles Maurras. André Mary, voulant élargir les bases de cette école, fonde l'école « gallicane » dont le nom lui semblait plus spécifiquement national et sonnait encore plus « archaïque » que l'autre. Elle se distingue de la première par le recours aux « trésors inépuisables des parlers de province ».
Fidèle à sa Bourgogne natale, il chercha à rendre vie à des formes poétiques médiévales et à des expressions disparues. 
Il contribua à de nombreuses revues littéraires, parmi lesquelles Le Divan, la revue critique des idées et des livres, la NRF.
Sous le pseudonyme de Vorle Monniot (Saint Vorle est le saint-patron de
Châtillon-sur-Seine, où naquit André Mary), il a signé une traduction des Oraisons de Gaston Phébus.
Spécialiste de la littérature française du Moyen âge, auteur d'anthologies et d'adaptations en français moderne, André Mary a réhabilité dans son anthologie, Fleur de la poésie française jusqu'à la fin du XVe siècle, nombre de poètes décriés du XVe siècle comme Meschinot, Guillaume Crétin, Molinet, Gilles des Ormes, Alain Chartier ou encore G. Chastellain.
André Mary a également préfacé et modernisé Le Roman de la Rose publié en 1983 chez Gallimard.

## Œuvres
- Symphonies pastorales (1903)
- Les Sentiers du Paradis (1906)
- Les Profondeurs de la Forêt (1907)
- Le Cantique de la Seine (1911)
- Le Doctrinal des Preux (1919)
- « La Pucelle à la Rose » (1921)
- Le livre des idylles et passe-temps (1922)
- Rondeaux (1924)
- Paroles authentiques de Jeanne d'Arc, tirées du Procès de 1431 et des chroniques contemporaines  (éditions Fernand Roches, 1931)
- Yvain ou le chevalier au lion (Editions Vialetay, 1957)
- Tristan et Iseut (1941)

## Citations
Lorsque la chair est consommée,

L'esprit règne aux champs d'Idumée :

Sous la cendre couve le feu,

Sous l'homme était caché le dieu,

Dont sera la fête chômée

Un jour.
(Poèmes et Rondeaux, 1924)
Plus vieux que l'an dernier de douze mois,

Toujours plus seul, plus accablé du poids

Des jours perdus dans mon âme marrie,

Manteau couleur de la feuille flétrie,

Dans la forêt j'erre comme autrefois,

Quand vient novembre.
(Poèmes et Rondeaux, 1924)
Bel ami prenez, je le veux

Cette boucle de mes cheveux

Qui vous dira ma peine,

Quand je serai lointaine.
(Le Livre nocturne, 1943)

## Distinctions
- De l'Académie française[4]
  - 1929 : prix Montyon pour Le roman de la rose
  - 1936 : prix Jules Davaine
  - 1939 : prix Caroline Jouffroy-Renault
  - 1955 : prix Auguste Capdeville pour l'ensemble de son œuvre poétique
  - 1959 : prix d’Académie pour l'ensemble de son œuvre poétique